# Landgut Lohn

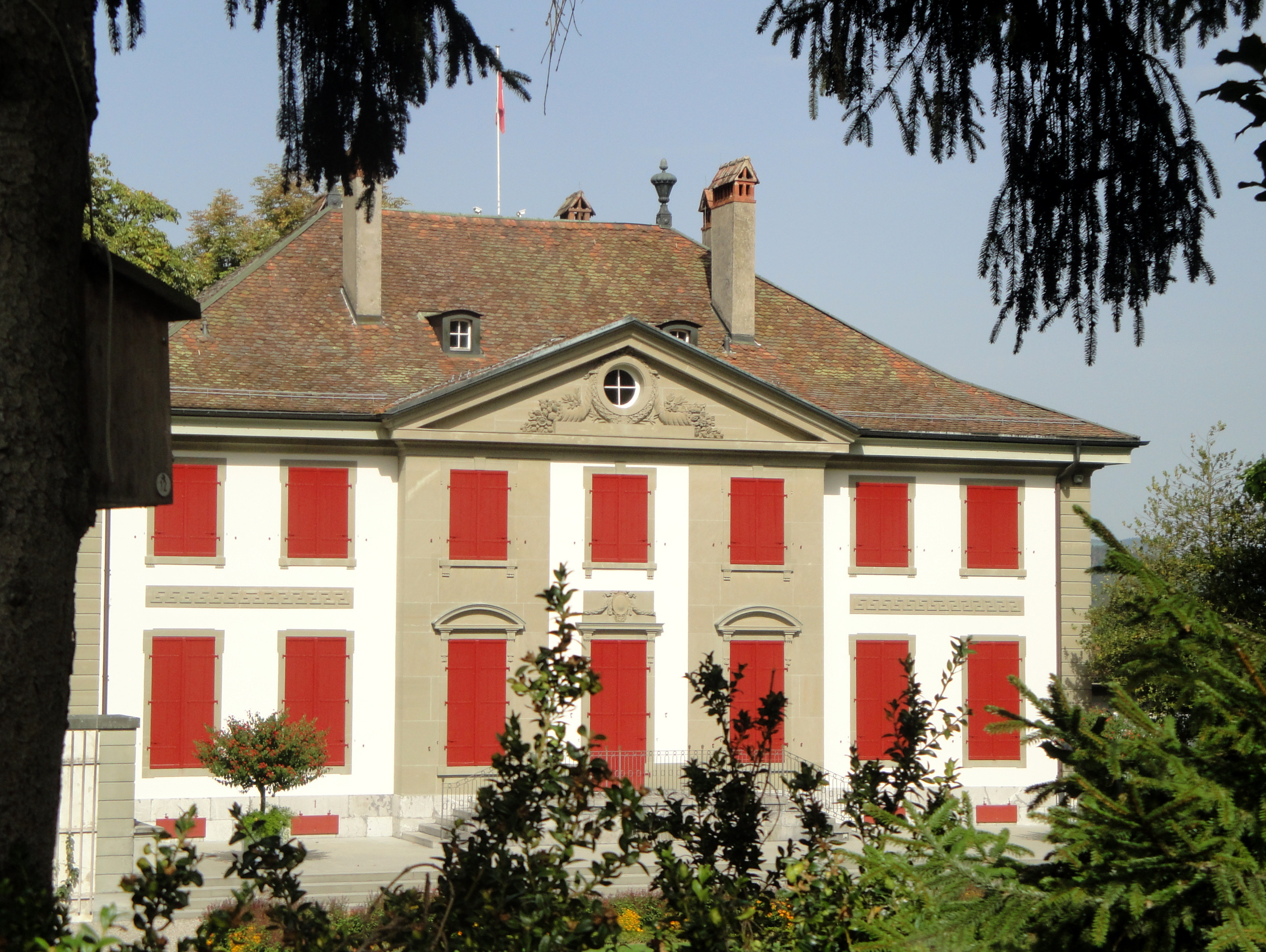
Landgut Lohn

Das Landgut Lohn ist eine Campagne in der Gemeinde Kehrsatz, Kanton Bern, Schweiz.

## Geschichte
Es wurde 1782 bis 1783 von Carl Ahasver von Sinner im frühklassizistischen Stil für Beat Emanuel Tscharner (1753–1825) erbaut. 1897 verkaufte es die Familie von Tscharner an den Rechtshistoriker Friedrich Emil Welti.
Als Weltis zweite Frau Helene Kammer-Welti am 14. Juli 1942 verstarb, vermachte sie das Landgut der Eidgenossenschaft. Seither dient es als Gästehaus des Bundesrats. Bei den in der Schweiz üblicherweise nur einmal jährlich erfolgenden Besuchen ausländischer Staatsoberhäupter finden die Staatsbankette im Lohn statt.
Der grosse Park ist teilweise öffentlich zugänglich. An einigen Tagen pro Jahr wird auch das Haus für die Öffentlichkeit zugänglich gemacht.

## Bekannte Gäste
- Sir Winston Churchill, Premierminister von Grossbritannien (1946 (erster ausländischer Gast))[2]
- Konrad Adenauer, Bundeskanzler von Deutschland (1951)
- Sukarno, Präsident von Indonesien (1956)
- König Bhumibol und Königin Sirikit von Thailand (1960)
- Fürst Rainier III. und Fürstin Gracia Patricia von Monaco (1960)
- König Frederik IX. und Königin Ingrid von Dänemark (1965)
- König Olav V. von Norwegen (1968)
- Fürst Franz Josef II. und Fürstin Gina von und zu Liechtenstein (1970)
- König Juan Carlos und Königin Sophia von Spanien (1979)
- Königin Elisabeth II. und Prinz Philip von Grossbritannien (1980)
- François Mitterrand, Präsident von Frankreich (1982)
- König Carl XVI. Gustaf und Königin Silvia von Schweden (1985)
- König Baudouin und Königin Fabiola von Belgien (1989)
- Richard von Weizsäcker, Bundespräsident von Deutschland (1987)
- Fidel Castro, Präsident von Kuba (1998)[3]
- Angela Merkel Bundeskanzlerin von Deutschland (2008)
- Schweizer Fussballnationalmannschaft (2008)
- Dmitri Medwedew Präsident von Russland (2009)
- Ivan Gašparovič, Präsident der Slowakei (2012)
- Ban Ki-Moon, Generalsekretär der Vereinten Nationen (2012)
- Li Keqiang, Ministerpräsident von China (2013)
- Schweizer Eishockeynationalmannschaft (2013)
- Xi Jinping Staatspräsident von China (2017)[4]
- Edwin Weber, deutscher Chemiker (2018)
- Mark Rutte, Ministerpräsident der Niederlande (2019)[5]
- Isaac Herzog, Staatspräsident Israel (2022)
- Wolodymyr Selenskyj, Staatspräsident Ukraine (2023)
- Li Qiang, Chinesischer Premierminister (2024)